# O’Donell von Tyrconell

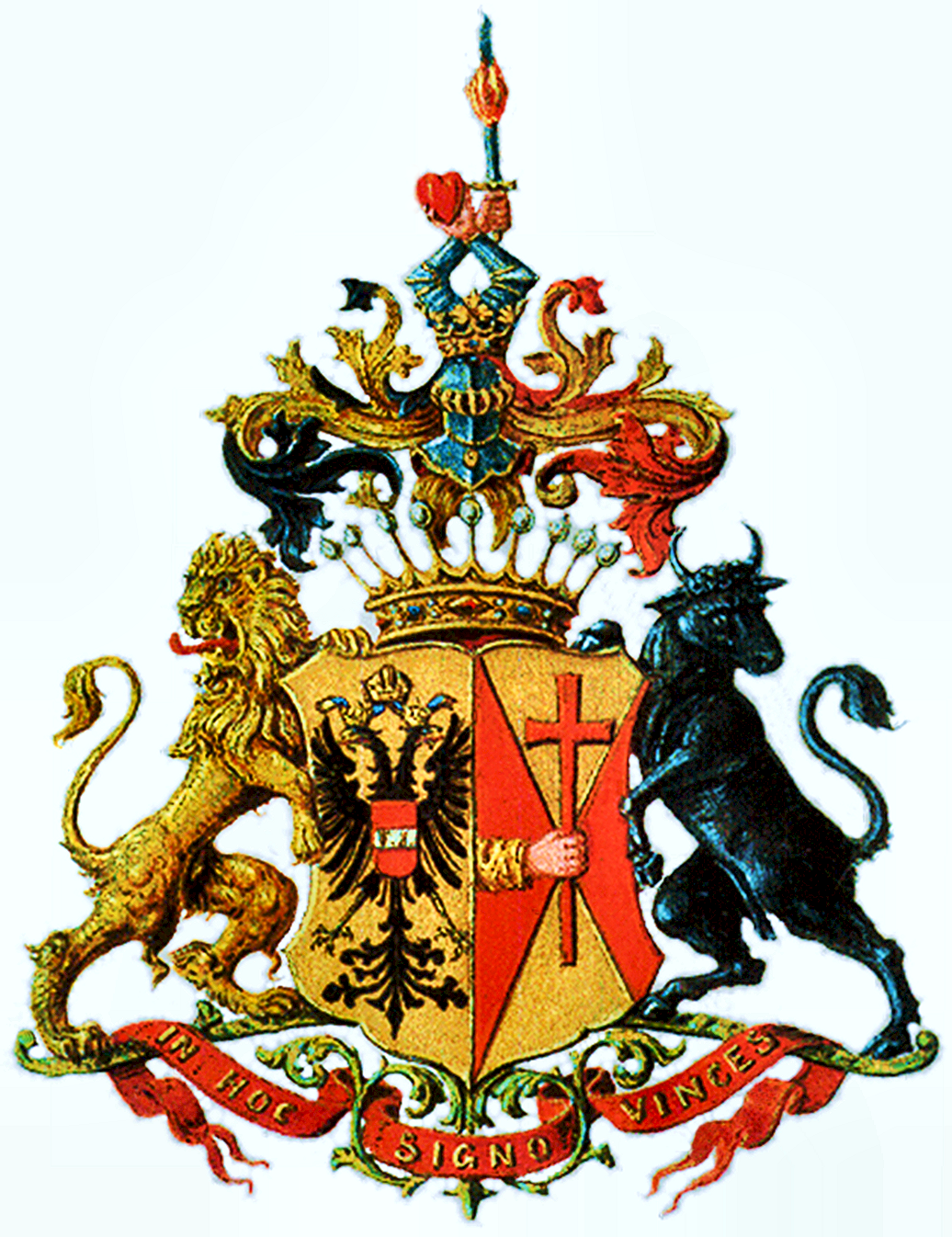
Wappen der Grafen O’Donell von Tyrconell (1853)

Die Grafen O’Donell von Tyrconell (Schreibweise lt. Gothaischem Taschenbuch auch O’Donnell und Tyrconnell) sind ein altes, ursprünglich irisches, sodann spanisches, französisches und österreichisches Adelsgeschlecht.
Der Familie (Clan) gehörte die heutige Grafschaft Donegal und die Landschaft Tyrconnell; nachweisbar seit dem 11. Jahrhundert. Sie war während des Mittelalters fortwährend in Streitigkeiten teils mit den Engländern, teils mit anderen irischen Dynastengeschlechtern, namentlich den O’Neills, verwickelt. Seit Anfang des 17. Jahrhunderts die katholische Kirche in Irland verfolgt wurde, sank die Macht des Hauses. Roderich, der damalige Chef des Clans, musste 1607 auf den Kontinent flüchten. Bei der irischen Erhebung von 1689/90 spielte Balderik O’Donnell eine hervorragende Rolle; doch nach der Schlacht am Boyne flohen abermals viele Mitglieder des Geschlechts in das katholische Ausland. In Österreich wurden die O’Donnells 1720 unter dem Namen „Grafen von Tyrconnell“ ansässig.

## Geschichte

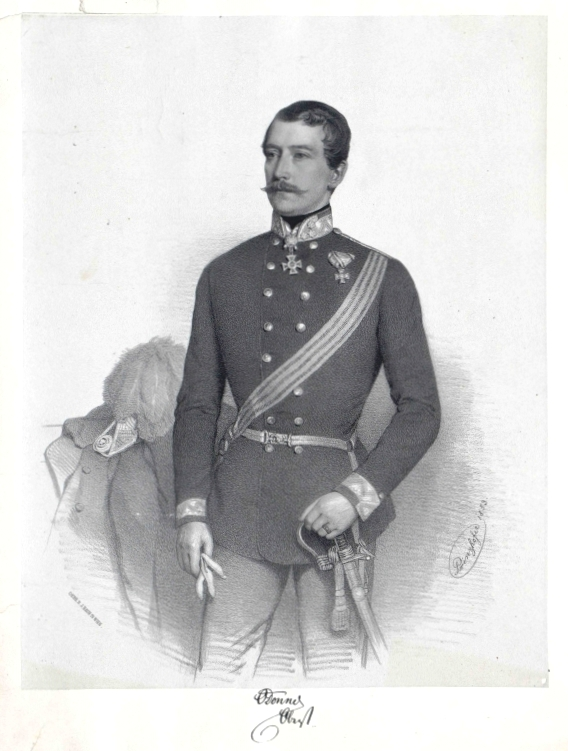
Maximilian Graf O’Donell von Tyrconell (1853)

Die Familie leitet ihre Abkunft aus königlich milesischem (royal milesian) Blut und ihrer daraus folgenden Abstammung von dem gemeinschaftlichen Stammvater der O’Neills, den Grafen von Tyrone, ursprünglich Königen von Ulster, und der O’Melaghans, Königen von Meath, ab.
Die sichere Stammreihe beginnt mit Hugh Oge alias Hugh Duffe, Oberhaupt (Chief) von Tyrconnell, († 1537). Sein Sohn Manus O’Donnell war dreimal verheiratet:
Die erste Frau gebar die Söhne Calvagh und Hugh. Mit der zweiten Gattin, Tochter des Shane O’Neill, Lord of Enniskillen, hatte er einen Sohn, Manus-Oge. Schließlich heiratete er Joan, Schwester von Con Baccagh O’Neill, Earl of Tyrone, mit der er Sir Hugh zeugte.
Dessen zwei Söhne mit Mary, der Tochter des Lords der Inseln James MacDonald, setzten die Hauptlinie fort, aus der sich die spanischen, französischen und deutschen Zweige der Familie ableiten. König Jakob I. erhob Roderich (Rory) O’Donnell, Erster Graf von Tyrconnell, aus der Familie der O’Donnells, Schlossherren auf Dungall und Dynasten von Tyrconell, 1603 (nach anderen Quellen 1604) in den Grafenstand. Dies geschah kurz vor der Annexion Irlands durch Großbritannien. Politische und kirchliche Verhältnisse nötigten 1607 Roderich († 1608) und seinen älteren Bruder Hugo (Hugh) O’Neill Graf von Tyrone zur Auswanderung in das katholische Ausland, wohin sie mit einem Schiff von Rathmullan aus aufbrachen. Dies bedeutete praktisch das Ende des gälischen Irland und der irischen Clans.

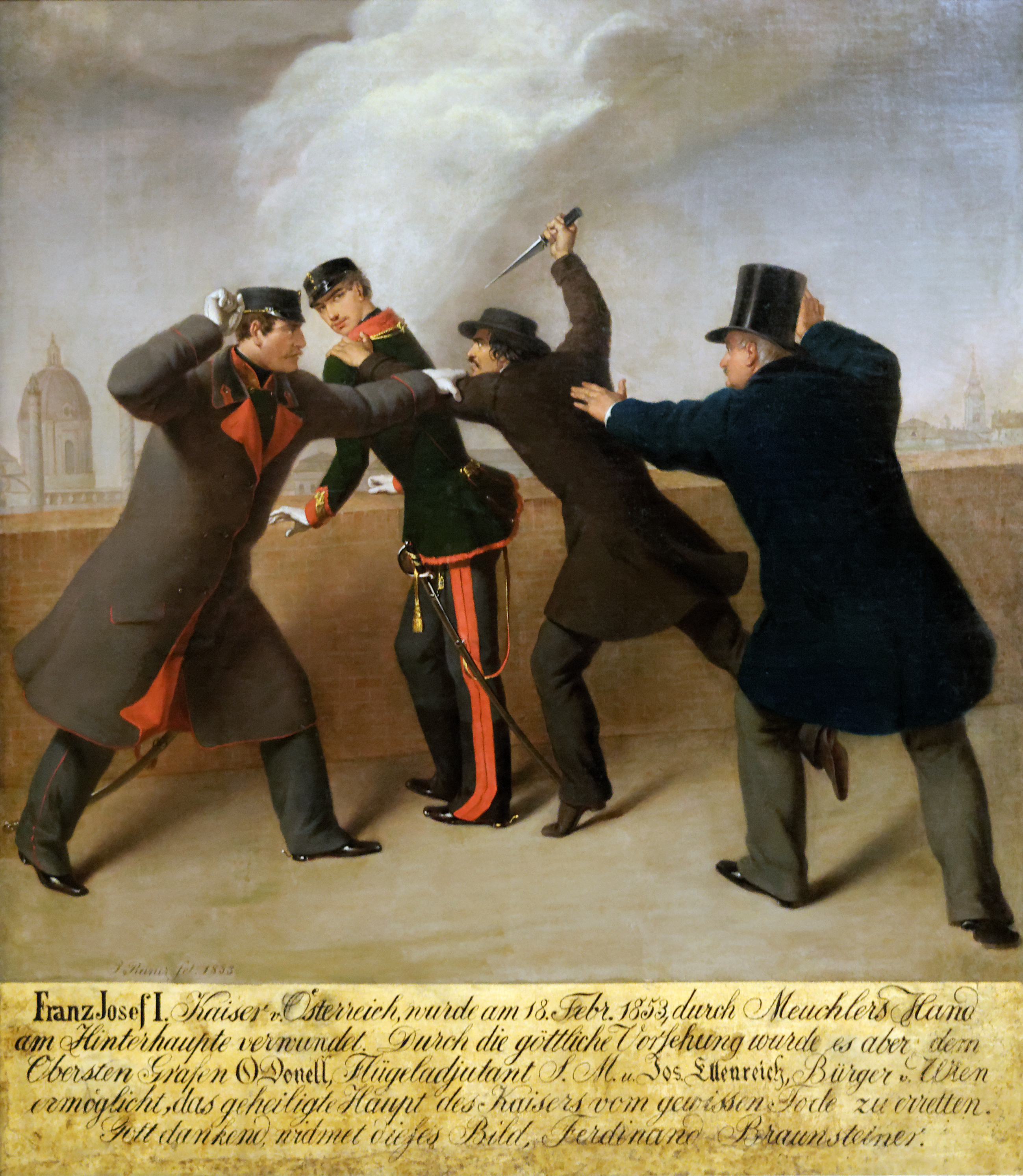
Maximilian O’Donell rettet das Leben Kaiser Franz Josephs bei einem Attentat (1853)

Hugo wurde von König Philipp III. ehrenvoll aufgenommen und auch von Papst Paul V. freundlich empfangen. Seit dieser Zeit widmeten sich die Nachkommen dem Dienst der spanischen Linie Österreichs und seit dem Anfange des 18. Jahrhunderts auch dem der k. u. k. österreichischen Monarchie, in Spanien als Politiker, in Österreich vor allem als hohe Offiziere.
Der oben erwähnte englische Grafenstand wurde für die Familie von Kaiser Franz I. 1763 anerkannt. Alle österreichischen Familienmitglieder führten nur ein n im Namen.
Danach bildete die Familie zwei Linien.
Der erste Zweig stammte ab von Moritz Grafen O’Donnel (1780–1843). Der Sohn des Präsidenten der Hofkammer, der Ministerial-Banco-Deputation, der Finanz- und Commerzhofstelle und nachmaligen Finanzministers Grafen Franz Joseph, war k. k. Kämmerer und Feldmarschallleutnant, der 1811 Christine de Ligne (1786–1867), eine uneheliche Tochter des Fürsten Charles de Ligne (1759–1792), heiratete.
Maximilian (1812–1895), ältester Sohn der Obigen, erhielt von Kaiser Franz Joseph I. von Österreich 1853 den erbländisch-österreichischen Grafenstand, wobei dem angestammten Wappen in „Belohnung des durch mutige und aufopfernde Abwehr des meuchlerischen Attentates auf Seiner Majestät geheiligte Person erworbenen, unvergesslichen Verdienstes“ ein besonderes Allerhöchstes Gnadenzeichen (siehe Wappenbeschreibung) beigegeben wurde, nämlich die rechte Schildeshälfte des oben abgebildeten Wappens. Alles Übrige gehörte zu dem Stammwappen der Grafen O’Donnell von Tyrconell, und es ist somit das ursprüngliche Wappen des gräflichen Hauses.
Die zweite Linie gründete Heinrich, der Bruder des Grafen Moritz (1780–1843) k. k. Geheimer Rat und Finanzminister, verheiratet mit Josephine Gräfin von Gaisruck (1779–1833). Deren Sohn Heinrich (1802–1872) war k. k. Kämmerer, ab 1841 Hofrat des Guberniums von Triest und bis 1848 Vizepräsident beim lombardischen Gubernium in Mailand.
Auch in England blühte ein Zweig der Familie weiter. So nennt Burke Neale O’Donnell, der 1780 die Baronetwürde von Irland erhalten hatte, bis hin zum vierten Träger derselben, Sir Richard-Annesley O’Donnell, of Newport House, Co. Mayo.

## Persönlichkeiten

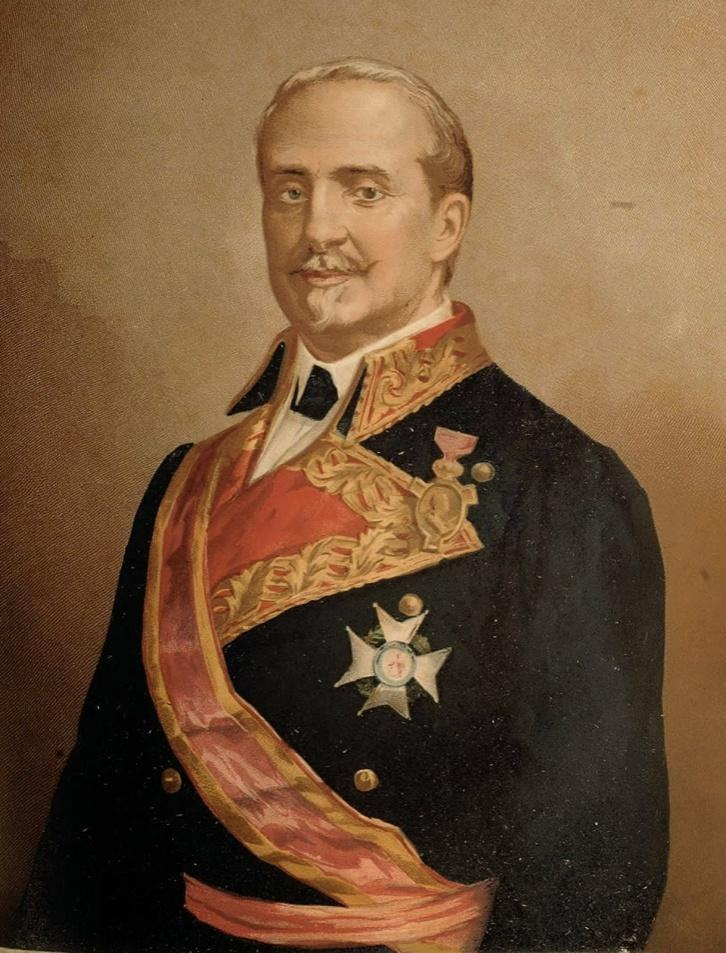
Leopoldo O’Donnell, 1. Herzog von Tetuan, spanischer Premierminister.

- Carlos Manuel O’Donnell y Álvarez de Abreu, 2. Herzog von Tetuan (1834–1903), Sohn des Leopoldo, viermal spanischer Außenminister.
- Franz Joseph Graf O’Donell von Tyrconell (1756–1810), Präsident der Hofkammer, der Ministerial-Banco-Deputation sowie der Finanz- und Kommerzhofstelle, schließlich Finanzminister.
- Heinrich Graf O’Donell von Tyrconell (1726–1789), k. k. Generalmajor, Ritter des Militär-Maria-Theresien-Ordens.[4]
- Heinrich Lamoral O’Donell von Tyrconell (1802–1872), Enkel des Franz Joseph, k. k. Kämmerer, 1841 Hofrat des Guberniums von Triest. bis 1848 Vizepräsident beim lombardischen Gubernium in Mailand.[5]
- Jean Louis Barthelemy Comte O’Donnell (1783–1836), Mitglied des Napoleonischen Staatsrates und der Ehrenlegion.
- Johann O’Donnell von Tyrconell (1712–1784),  k. k. Feldmarschall-Lieutenant und Ritter des Maria-Theresia-Ordens
- Joseph Heinrich O’Donnell (1769–1834), Graf von Abispal.
- Karl O’Donell von Tyrconell (1715–1771), k. k. General der Kavallerie.
- Karl O’Donell von Tyrconell (Generalmajor) (1755–1805), österreichischer Generalmajor
- Leopoldo O’Donnell, 1. Herzog von Tetuan (1809–1867), General, spanischer Premierminister.
- Magnus von O’Donell (1713–1793), österreichischer Generalmajor
- Maximilian O’Donell von Tyrconell (1812–1895),  k. k Feldmarschallleutnant.
- Moritz O’Donnell von Tyrconell (1780–1843), Sohn des Franz Joseph, war k. k. Feldmarschallleutnant, heiratete 1811 Christine de Ligne (1786–1867), uneheliche Tochter des Fürsten Charles de Ligne (1759–1792).
- Moritz Karl Johann Graf O’Donell von Tyrconell (1815–1890), verheiratet mit Helene von Cantacuzino (1819–1845), Nachfahrin eines früheren Fürsten der Moldau, dann mit Clotilde Gabriele Reichsgräfin von Hardegg (* 1830).[6]

## Wappen
1853: „Ein nach der Länge getheilter Schild. Das rechte goldene Feld enthält den österreichischen, schwarzen, goldenbewehrten Doppeladler mit ausgeschlagenen rothen Zungen, goldener Bügelkrone auf jedem Kopf und darüber schwebender Kaiserkrone. Der Adler trägt, als Unser Hauswappen, ein Brustschild, welches roth und mit einem silbernen Querbalken durchzogen ist, auf welchem der kaiserliche Namenszug F. J. in goldenen Lapidarbuchstaben angebracht erscheint. Das linke, in Gold und Roth schräg gevierte Feld zeigt ein hohes rothes Kreuz, welches von einem aus der Schildestheilung hervorgehenden, in Goldstoff gekleideten Arm mit blosser Hand an der Herzstelle gehalten wird. Auf dem Schild ruht die Grafenkrone, über welcher ein mit goldenen Bügeln und mit einem goldenen Helmkleinode ausgestatteter Turnierhelm, welchen rechts schwarze, links rothe insgesamt mit Gold unterlegte Helmdecken umgehen, ins Visir gestellt ist. Den Helm ziert eine goldene Blätterkrone, aus welcher zwei über sich gebogene und über einander verschränkte Arme, jeder in goldgerändertem Harnisch und mit blosser Hand hervorgehen, von denen die rechts vorgestreckte Hand ein rothes Herz, und die links gerichtete ein aufwärts gerichtetes, blankes, um seine Mitte flammendes kurzes Schwert am goldenen Griffe hält. Unter dem Schilde ist die Devise : In hoc signo vinces in goldenen Lapidarbuchstaben auf einem rothen Bande angebracht, worauf die Schildhalter, nämlich rechts ein goldener Löwe mit ausgeschlagener rother Zunge vorwärtssehend, und zur Linken ein schwarzer Stier zurücksehend, fussen.“ (Originaltext)
In Bezug auf die rechte Schildeshälfte gibt das Diplom Folgendes an: „Damit aber der Erhobene auch eines bleibenden, vererblichen Merkmales Unserer gerechten Anerkennung theilhaftig werde, finden Wir, ihm sein angeerbtes Familienwappen mit einem besonderen Zeichen Unserer k. k. Gnade derart zu vermehren und auszustatten, dass durch Unseren hierin erscheinen den Namenszug der Unserer Eigenen Person; durch das Wappenschild des österreichischen Erzhauses der Unserem durchlauchtigsten Hause; endlich durch den Doppeladler der Unserem Reiche von ihm erwiesene aufopfernde Dienst zum unvergänglichen Andenken versinnlicht sei.“ (Abschrift wörtlich nach dem Diplom)